# Aulosaphoides aquilus
Aulosaphoides aquilus är en stekelart som beskrevs av Wu, Yang och Chen 2000. Aulosaphoides aquilus ingår i släktet Aulosaphoides och familjen bracksteklar. Inga underarter finns listade.